# Comme le fantôme d'un jazzman dans la station Mir en déroute
Comme le fantôme d'un jazzman dans la station Mir en déroute est un roman de science-fiction de l'écrivain français naturalisé canadien Maurice G. Dantec paru le 7 janvier 2009.

## Résumé
Un couple atteint du syndrome de Schiron Aldiss, neurovirus génétique qui provoque des symptômes maniaco-dépressifs, décide de fuir le centre dans lequel ils sont enfermés pour aller se réfugier sur une île au bout du monde. Mais ils ignorent leur espérance de vie, et souffrent d'hallucinations de plus en plus fréquentes...
Le jazzman dont il est question est le saxophoniste Albert Ayler (mort en 1970 à New York).

## Autour du livre
La parution du livre est controversée : d'abord annoncé par les librairies en ligne comme édité par Plon, il  parait finalement chez Albin Michel,.
Bien que publié en 2009, Comme le fantôme d'un jazzman dans la station Mir en déroute a été en grande partie écrit entre Les Racines du mal et Babylon Babies.